# 大島商船高等専門学校

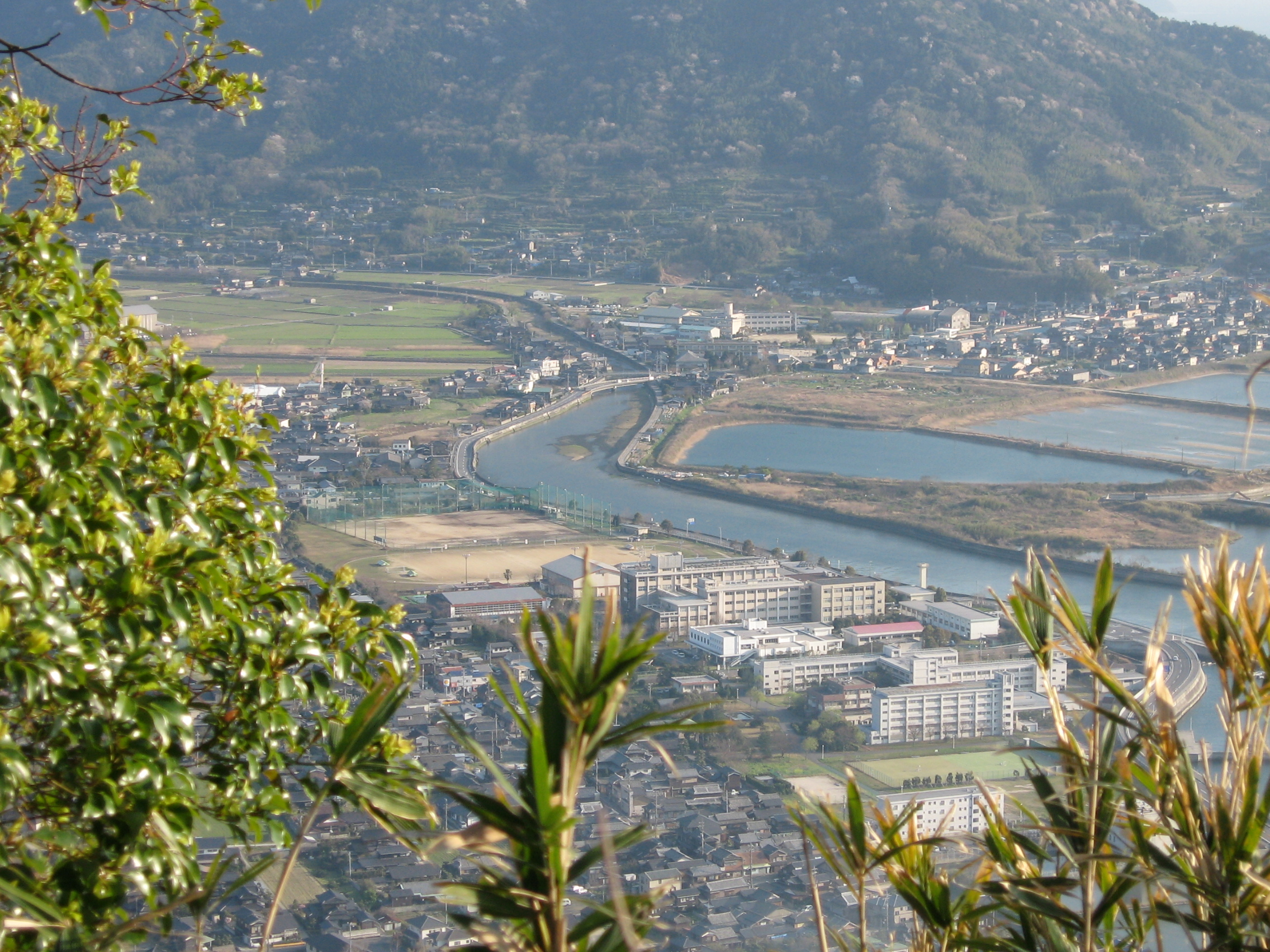
山から見た大島商船高専

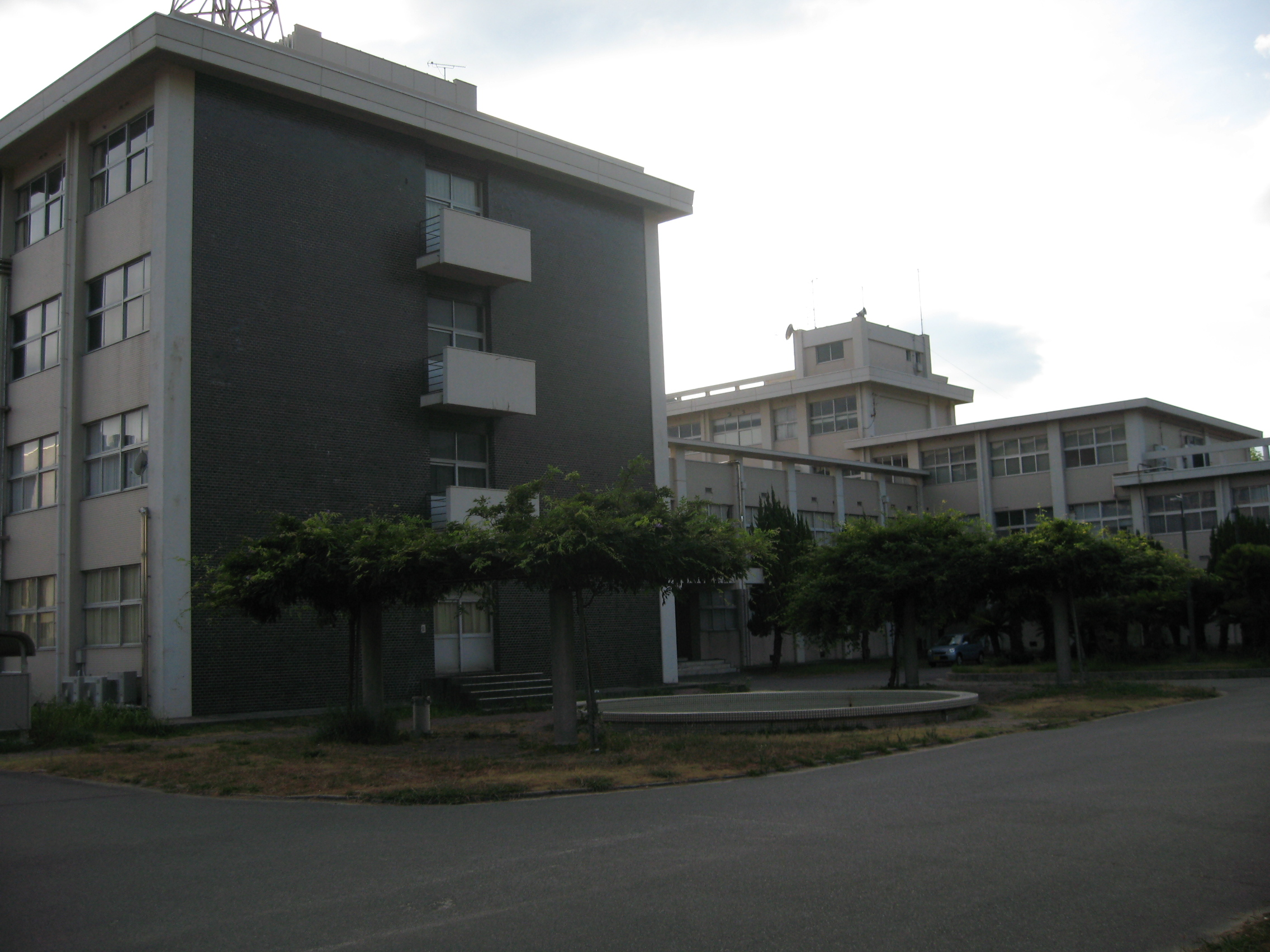
校舎

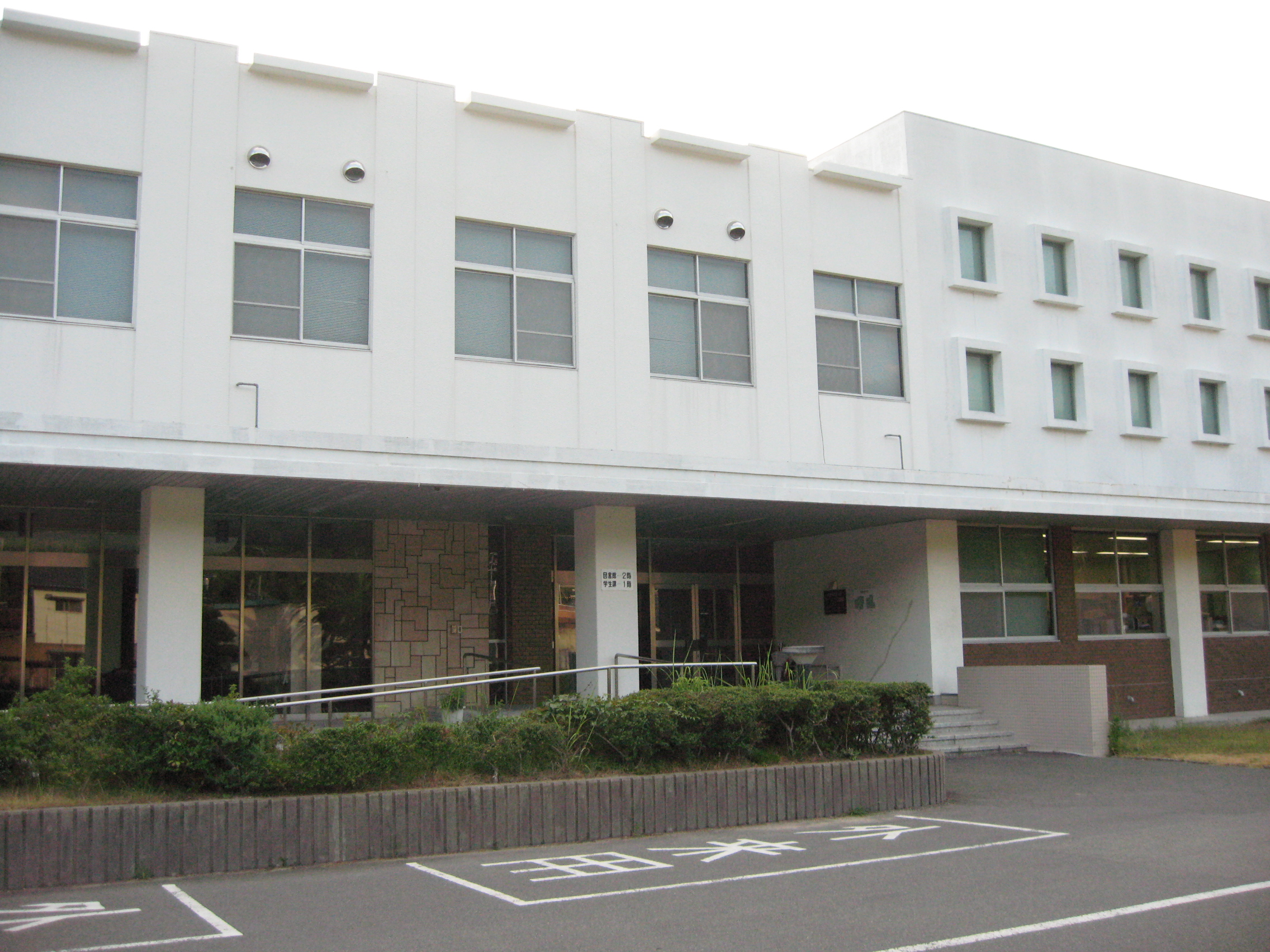
図書館棟

大島商船高等専門学校（おおしましょうせんこうとうせんもんがっこう、英称：National Institute of Technology, Oshima College）は、日本の高等専門学校。山口県大島郡周防大島町に所在する。地元での通称は「大島商船」。全国に5つある商船高専のうちの1つである。
『トッキュー!!（新型降下器開発編）』に登場した大浜商船のモデルとされた学校である。

## 沿革
- 1897年10月1日 - 山口県大島郡立大島海員学校として創設する。屋代村旧役場を校舎とする。
- 1899年 - 大島甲種商船学校と改称。
- 1901年4月1日 - 山口県立大島商船学校となる。
- 1902年 - 小松村に新校舎を建て移転。
- 1939年8月 - 文部省へ移管
- 1942年1月1日 - 逓信省へ移管
- 1943年11月1日 - 官制改正により、運輸通信省所管となる。
- 1945年5月18日 - 官制改正により、運輸省所管となる。
- 1946年4月8日 - 鹿児島商船学校廃校に伴い、生徒を受け入れる。
- 1951年4月1日 - 文部省再移管で国立大島商船高等学校となる。
- 1967年6月1日 - 国立大島商船高等専門学校設置。大島商船高校募集停止。
- 1971年6月1日 - 商船高校専攻科閉科に伴い、大島商船高等学校閉校。
- 2004年4月1日 - 独立行政法人国立高等専門学校機構大島商船高等専門学校となる。

## 設置学科

### 学科（準学士課程）
- 商船学科 (Department of Shipping Technology)
  - 航海コース
  - 機関コース
- 電子機械工学科 (Department of Electronic-Mechanical Engineering)
- 情報工学科 (Department of Information Science and Technology)

### 専攻科（学士課程）
- 電子・情報システム工学専攻
- 海洋交通システム学専攻

## クラブ活動

### 体育部
陸上競技、カッター、ヨット、ラグビー、サッカー、バスケット、バレー、硬式野球、ソフトテニス、卓球、柔道、剣道、水泳、バドミントン、PWCレスキュー。

### 文化部
写真、吹奏楽、軽音楽、ESS、詩吟、コンピュータ、ロボット。

### 同好会
天文、茶道、空手道・少林寺拳法、和太鼓、美術。

## アクセス
- JR山陽本線大畠駅より自転車で約20分
- JR山陽本線大畠駅よりバスにて約10分
- 山陽自動車道玖珂ICより車で約30分

## 学園祭
「商船祭」と呼ばれ毎年11月3日前後に行われる。名物の手旗踊りは、毎年多くの人に人気がある。

## 著名な出身者
- 谷川竜（元俳優）
- 垰智子（ファッションモデル）